# Touring & Automóvil Club de Colombia
Touring & Automóvil Club de Colombia, o simplemente ACC, es una organización sin fines de lucro situada a lo largo del territorio colombiano, que brinda asistencia al viajero, auxilio mecánico, apoyo al Automovilismo Deportivo y ofrece otros servicios relacionados el uso del automóvil.
Fue fundado el 10 de octubre de 1940, forma parte de la FIA Federación Internacional del Automóvil, AIT Alianza Internacional de Turismo y FIVA (Federación Internacional de Vehículos Antiguos). Su sede principal está ubicada en la ciudad de Bogotá.

## Historia
A finales de los años 30 los caminos y carreteras nacionales eran demasiado rudimentarios para cualquier vehículo, por lo que los percances eran muy comunes y las soluciones tardaban mucho en llegar. Por esta razón, los primeros propietarios de vehículos en Colombia vieron la necesidad de unirse en torno a la búsqueda de soluciones prontas y seguras, intercambiar ideas y conocimientos acerca de mecánica y divulgar el arte de la conducción.
Aunque la idea parecía ser sólo para un pequeño círculo de amigos, un grupo de hombres emprendedores recién llegados de París, deciden unirse para conformar una empresa tomando como ejemplo la labor desempeñada en la capital francesa por una entidad encargada de asesorar a los conductores en todas sus necesidades Federación Internacional del Automóvil..
La pregunta era ¿cómo adaptar la experiencia francesa a la situación colombiana? La respuesta era un verdadero reto, pero un grupo de cuarenta amigos liderados por Gustavo Santos Montejo, deciden el 10 de octubre de 1940 dar vida al Automóvil Club de Colombia en Bogotá. Sin embargo, fue solo hasta el 16 de abril de 1941 que mediante Resolución n.º 33 (Ejecutiva) del Ministerio de Justicia se da vida legal a esta institución que desde entonces adquirió un carácter privado y de naturaleza civil sin ánimo de lucro.
Como hecho anecdótico se destaca que uno de los primeros beneficiarios del servicio del entonces recién fundado Touring & Automóvil Club de Colombia, fue el señor presidente de la República, Eduardo Santos quien viajaba rumbo a Villeta en compañía de doña Lorencita Villegas de Santos y el Packard en el que se transportaban, sufrió un desperfecto mecánico que fue atendido de inmediato por el ACC.:

## Cobertura nacional

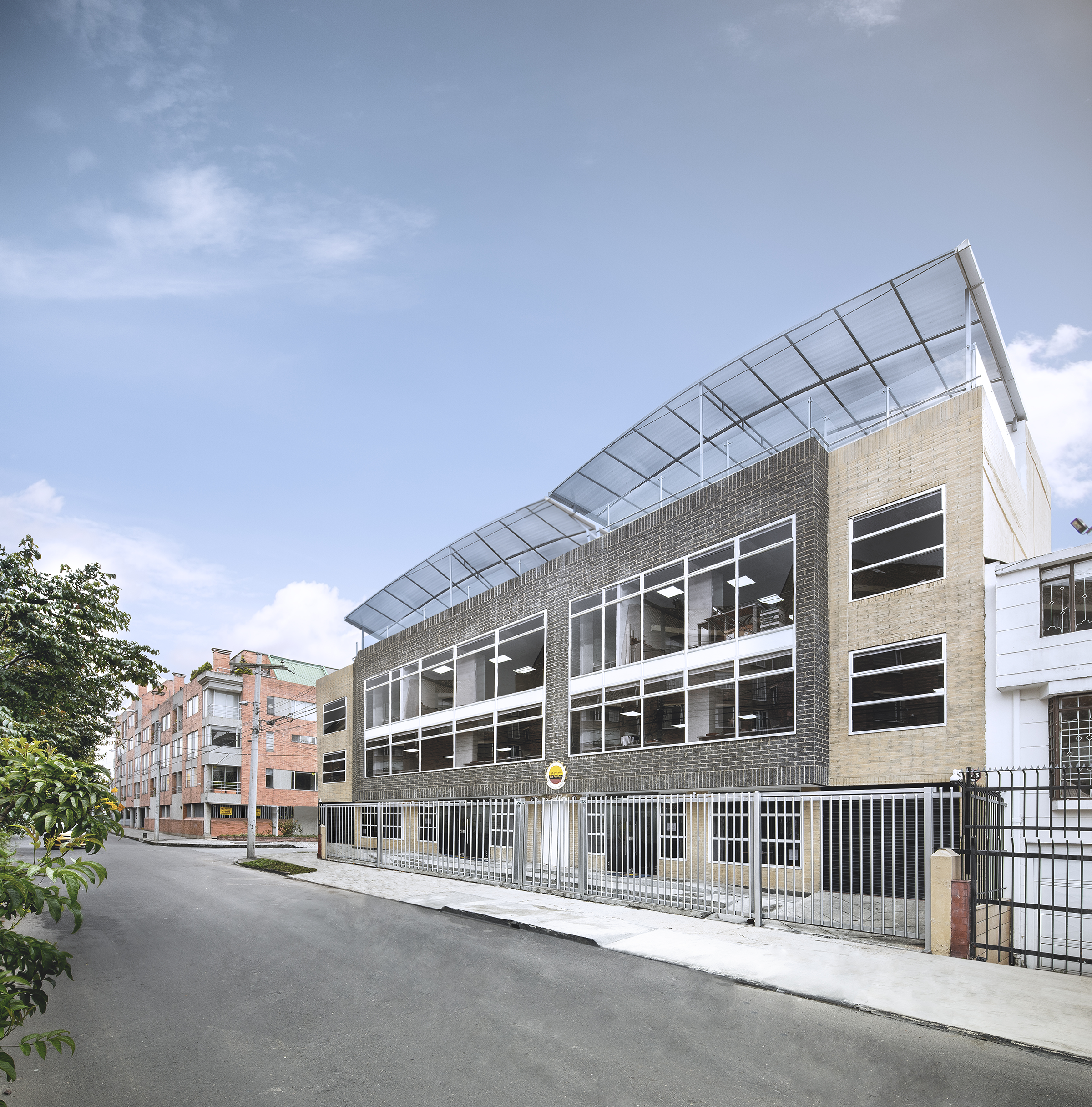
Automóvil Club de Colombia Sede Bogotá

El ACC brinda cobertura en todo el territorio Colombiano y posee sedes oficiales en Bogotá, Bucaramanga, Cartagena, Pereira, Medellín y Cali.